# Cantón de Vinay
El cantón de Vinay era una división administrativa francesa, que estaba situada en el departamento de Isère y la región de Ródano-Alpes.

## Composición
El cantón estaba formado por once comunas:
- Chantesse
- Chasselay
- Cognin-les-Gorges
- L'Albenc
- Malleval-en-Vercors
- Notre-Dame-de-l'Osier
- Rovon
- Saint-Gervais
- Serre-Nerpol
- Varacieux
- Vinay

## Supresión del cantón de Vinay
En aplicación del Decreto n.º 2014-180 de 18 de febrero de 2014, el cantón de Vinay fue suprimido el 22 de marzo de 2015 y sus 11 comunas pasaron a formar parte del nuevo cantón del Sur de Grésivaudan.